# Rugby San Donà 2015-2016

## Eccellenza 2015-16

### Stagione regolare
| Incontro              | Andata      | Ritorno |
| --------------------- | ----------- | ------- |
| San Donà — Mogliano   | 20-0 a tav. | 16-23   |
| Calvisano — San Donà  | 41-20       | 38-20   |
| San Donà — Rovigo     | 16-36       | 0-41    |
| Lyons — San Donà      | 17-20       | 24-42   |
| Petrarca — San Donà   | 39-18       | 10-19   |
| San Donà — S.S. Lazio | 18-28       | 29-27   |
| Viadana — San Donà    | 24-24       | 35-18   |
| San Donà — Fiamme Oro | 13-6        | 27-24   |
| L’Aquila — San Donà   | 25-28       | 7-33    |

#### Risultati della stagione regolare
| Posizione | G  | V | N | P | PF  | PS  | DP  | B | Pt |
| --------- | -- | - | - | - | --- | --- | --- | - | -- |
| 6ª        | 18 | 9 | 1 | 8 | 370 | 437 | -67 | 5 | 43 |

## Trofeo Eccellenza 2015-16

### Prima fase

#### Girone A
| Incontro           | Andata | Ritorno |
| ------------------ | ------ | ------- |
| Lyons — San Donà   | 10-41  | 10-47   |
| San Donà — Viadana | 13-17  | 17-24   |

#### Risultati del girone A
| Posizione | G | V | N | P | PF  | PS | DP  | B | Pt |
| --------- | - | - | - | - | --- | -- | --- | - | -- |
| 2ª        | 4 | 2 | 0 | 2 | 118 | 61 | +57 | 4 | 12 |